# غاستون خيمينيز
غاستون خيمينيز (بالإسبانية: Gastón Giménez)‏ (27 يوليو 1991 في الأرجنتين - ) هو لاعب كرة قدم أرجنتيني في مركز الوسط. لعب مع أتليتيكو توكومان وغودوي كروز ونادي ألميرانته براون.

## وصلات خارجية
- غاستون خيمينيز على موقع الدوري الأمريكي (الإنجليزية)
- غاستون خيمينيز على موقع قاعدة بيانات كرة القدم.إي يو (الإنجليزية)
- غاستون خيمينيز على موقع ناشيونال فوتبول تيمز (الإنجليزية)
- غاستون خيمينيز على موقع Soccerway.com (الإنجليزية)
- غاستون خيمينيز على موقع عالم كرة القدم.نت (الإنجليزية)